# Таманський півострів
Тама́нський піво́стрів, або Тама́нь — півострів у західній низовинній частині Кубані (Краснодарський край, Російська Федерація), північно-західне продовження Кавказьких гір. Омивається Чорним і Азовським морями на заході. На заході закінчується двома довгими і вузькими косами Тузла і Чушка. Керченська протока відокремлює Таманський півострів і Таманську затоку від Керченського півострова, подібного до нього своєю природою. Площа 2000 км², з них майже 900 км² припадає на лимани та плавні. Протяжність із півдня на північ близько 40 км, із заходу на схід 66 км. Умовна межа може бути проведена по лінії західні околиці Анапи, де абсолютно згладжуються Кавказькі гори — південна околиця Курчанського лиману.

## Рельєф
Тамань лежить на заході Кубанської низовини. Приблизно 6—8 тисяч років тому замість Таманського півострова котились хвилі величезної затоки, що тягнулась до сучасної станиці Мар'янівська. Ще на початку нашої ери на його місці було 5—6 островів, які у V столітті були сполучені між собою морськими і річковими наносами (щорічно більше ніж 10 млн тонн піску з мулом) Кубані та хвилеприбійною діяльністю моря, що створила піщані узбережжя у ряді місць, і утворили півострів. Тіло півострова складене з алювію (гравій, пісок, суглинок), вкритого чорноземами.

### Грязьові вулкани

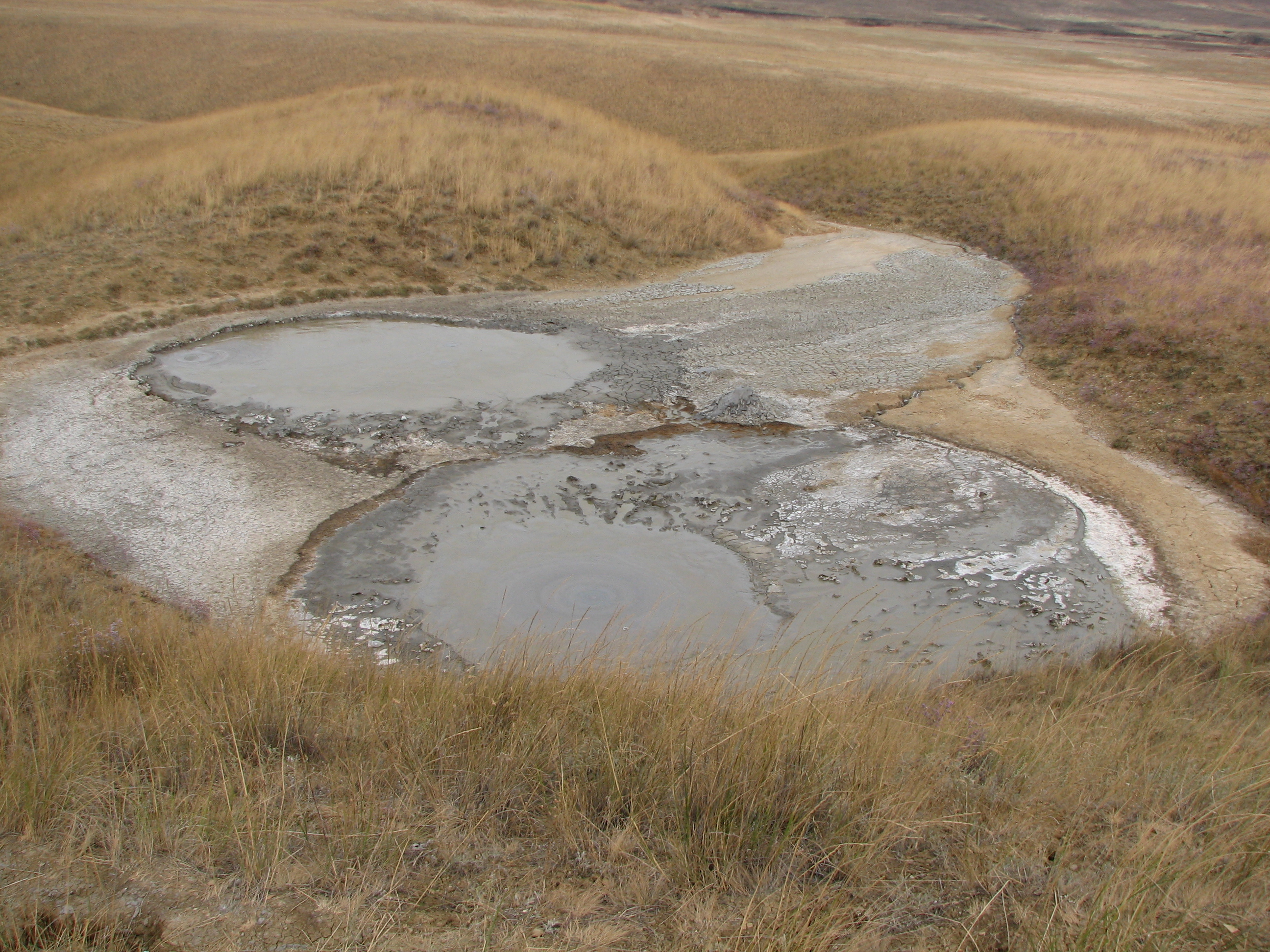
Блювак (грязьовий вулкан) біля Тамані

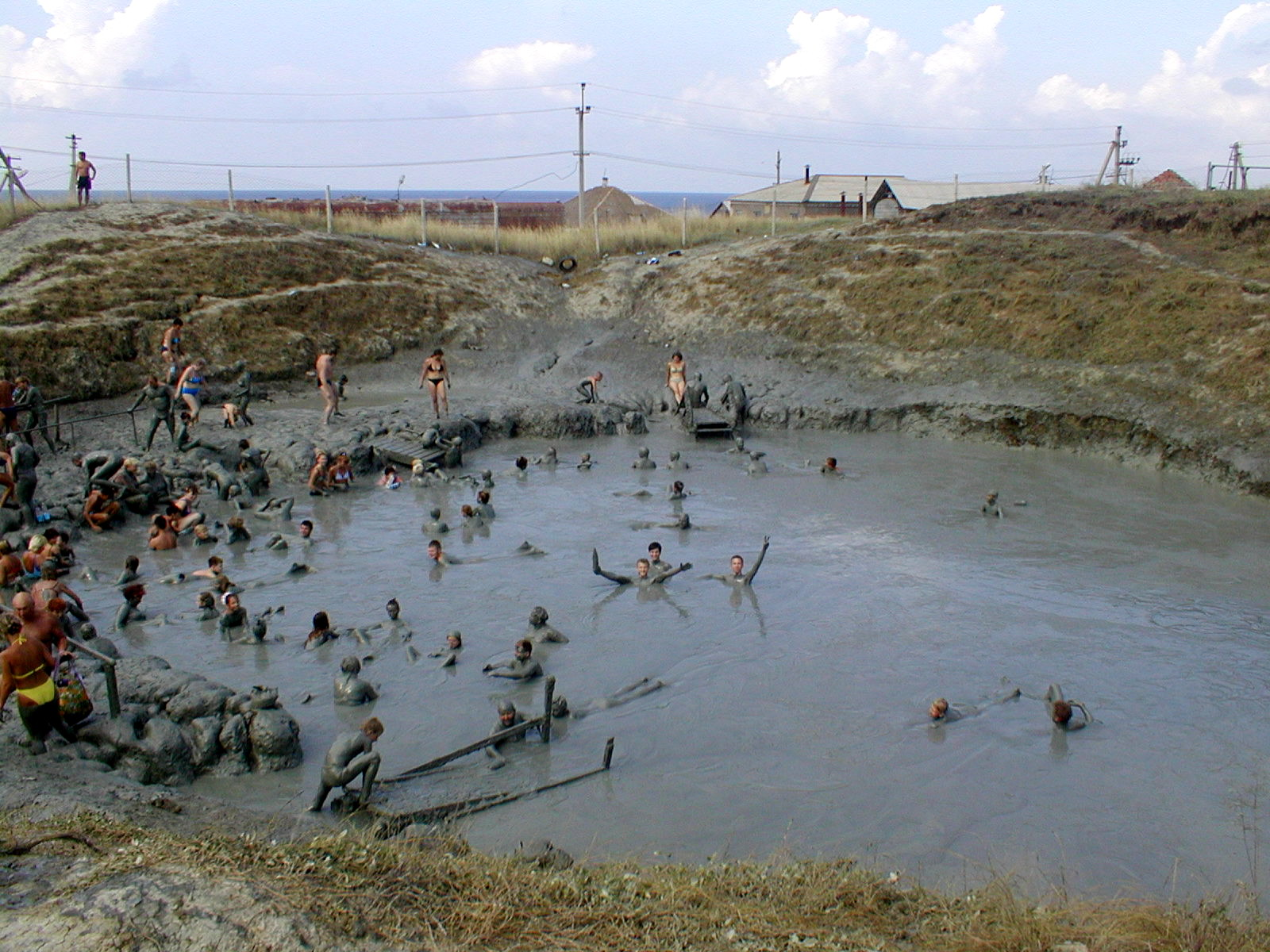
Грязьовий вулкан Тіздар

Колишні острови становлять горби заввишки до 164 м; на них розташовані 25 грязьових вулканів (найбільший Тіздар), з яких деякі діють донині. Холодний мул (сопкова брекчія), що викидається вулканами, містить у собі дрібні уламки різноманітних осадових порід і має складний хімічний склад.

### Лимани та плавні
Таманський півострів прорізується багатьма рукавами Кубані, а також Гастагаем. Важливий вплив на формування рельєфу, флори і фауни має дельта Кубані — незліченні болота та озера. Між горбами розташовані озера — лимани з гірко-солоною водою:
- Ахтанизовський
- Бугазький
- Витязевський
- Кизилтаський
- Курчанський
- Старотитарівський
- Цокур (Цокурський).

Від Кубані відходить Козачий єрик, що впадає до Ахтанизівського лиману і опріснює його.

### Узбережжя

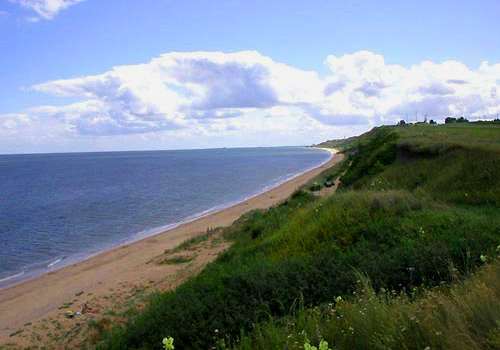
Узбережжя Темрюцької затоки

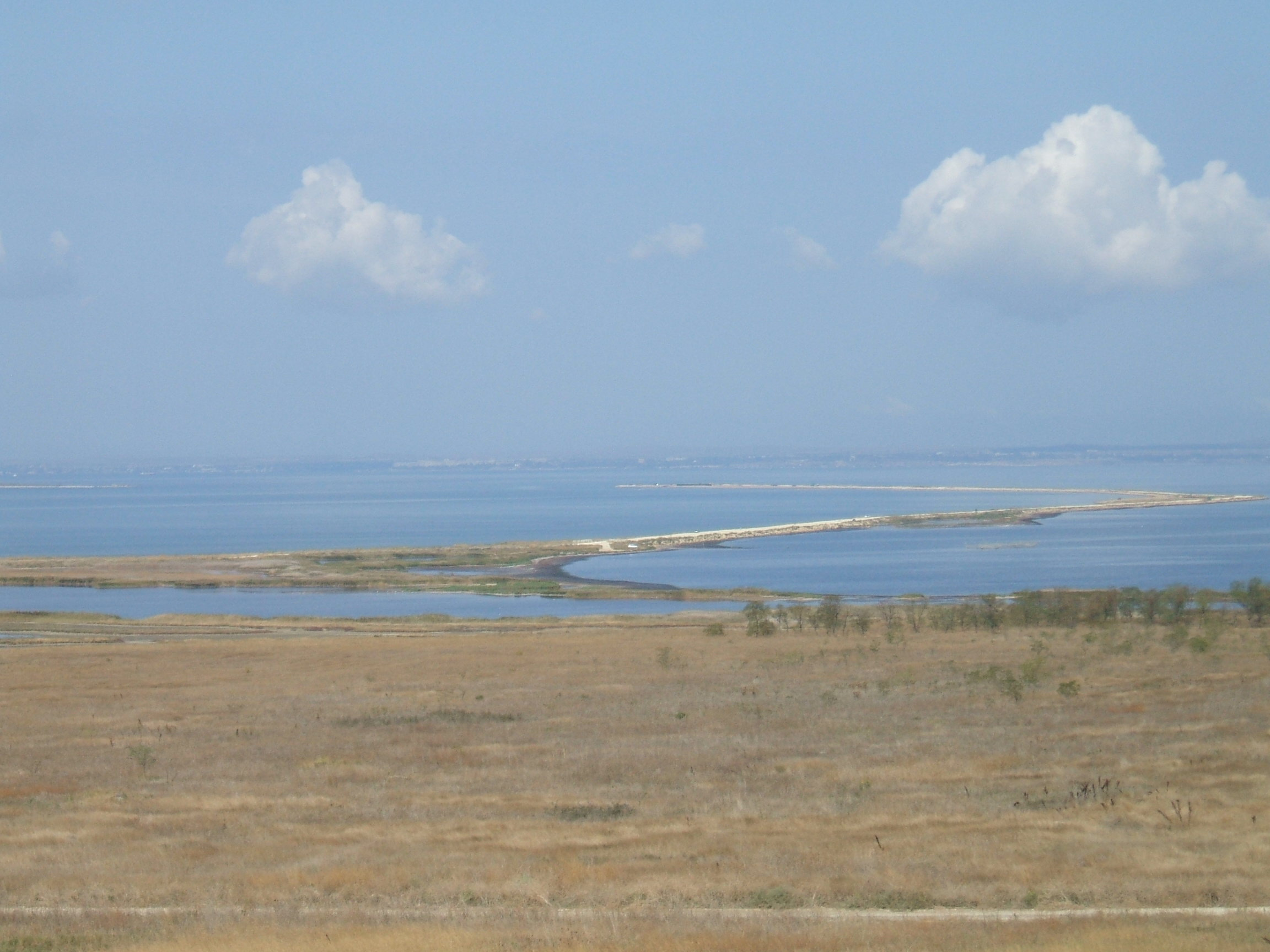
Ріг, коса та частина (ліворуч віддаль) острова Тузла

Береги Таманського півострова досить різноманітні. Береги на півдні та заході низькі плоскі акумулятивні, розчленовані затоками (Таманська, Темрюцька). Вони сформувалися з піщано-глинистих відкладень у результаті діяльності морських хвиль і течій. На значному протязі обривисті абразійні, що утворилися в результаті руйнівної діяльності морських хвиль, складаються з вапнякових порід і черепашнику. Загальна протяжність узбережжя близько 250 км. Загальна протяжність піщаних чорноморських та мушлево-кварцових азовських пляжів 220 км, площа більше 7000 км².
Берег Таманської затоки від рогу Тузла аж до станиці Тамань, високий і крутий. У середньому висота його коливається від 15 до 30 м. На схід від Тамані берег знижується і залишається низьким на всьому протязі південного і східного узбережжя. Північний берег затоки піднесений і де-не-де круто обривається до моря. Коса Чушка, складена значною мірою із кварцового піску і битою черепашки, має низькі береги.
Берег Таманського півострова на сході має східчастий зсувний характер. Складений із лесовидних глин і облямований смугою пляжу, що складається з піщано-глинистих відкладень, місцями з домішкою черепашок, гальки, щебеню. До станиці Голубицької берег Азовського моря то знижується, то підвищується. Але від станиці він стає низьким, а в районі дельти Кубані набуває болотистого характеру. Східну частину півострова займає Кубанська дельта, сучасне її гирло.

## Мінеральні ресурси
Родовища залізної руди (подібні до тих, що в Керченському залізорудному басейні) (зокрема, представлені мінералом азовськітом), мінеральні грязі, в озерах — кухонна сіль. На півострові відкриті поклади нафти та природного газу.

## Клімат
М'який клімат утворюється вологим повітрям із широких просторів двох морів.
| Клімат Темрюка          | Клімат Темрюка | Клімат Темрюка | Клімат Темрюка | Клімат Темрюка | Клімат Темрюка | Клімат Темрюка | Клімат Темрюка | Клімат Темрюка | Клімат Темрюка | Клімат Темрюка | Клімат Темрюка | Клімат Темрюка | Клімат Темрюка |
| Показник                | Січ.           | Лют.           | Бер.           | Квіт.          | Трав.          | Черв.          | Лип.           | Серп.          | Вер.           | Жовт.          | Лист.          | Груд.          | Рік            |
| Абсолютний максимум, °C | 16,3           | 19,5           | 24,7           | 28,8           | 31,7           | 35,5           | 38,0           | 37,1           | 33,5           | 30,0           | 25,2           | 18,0           | 38,0           |
| Середня температура, °C | −2,4           | 0,9            | 4,2            | 11,3           | 16,6           | 21,1           | 23,2           | 22,5           | 17,6           | 10,4           | 6,6            | 2,6            | 11,2           |
| Абсолютний мінімум, °C  | −25,2          | −28,7          | −12,6          | −2,7           | 1,0            | 8,8            | 12,2           | 7,9            | 2,7            | −3,9           | −19            | −23,5          | −28,7          |
| Температура води, °C    | 1,2            | 1,2            | 3,4            | 10,2           | 17,1           | 22,3           | 25,1           | 24,2           | 19,7           | 13,3           | 7,7            | 3,2            | 12,4           |
| Норма опадів, мм        | 49.1           | 40.0           | 32.6           | 38.1           | 44.3           | 41.1           | 33.9           | 42.7           | 42.6           | 32.2           | 55.1           | 67.3           | 519.1          |
| ----------------------- | -------------- | -------------- | -------------- | -------------- | -------------- | -------------- | -------------- | -------------- | -------------- | -------------- | -------------- | -------------- | -------------- |

### Температура
Середня річна температура повітря +14 °C, а за кількістю сонячних днів Тамань (курорт Кучугури 280 днів) перевершує Геленджик, Сочі, Сухумі. Однак, амплітуда температурних коливань досить велика. Особливо значно вони проявляються у сезонних показниках. Так, у березні місяці може спостерігатися як спека 25 °C, так і морози −13 °C, хоч норма для цього місяця 4,2 °C. За останні 80 років найсильніші морози були в лютому 1954 року (−28,7 °C), а найбільша спека — у липні 1999 року, коли температура повітря доходила до +38,0 °C. Температура води в Глухому каналі порту Темрюка (Азовське море) може сягати 31 °C. Узимку, природно, не знижується нижче −0,9 °C.

### Опади
За спостереженнями з 1946 по 2000 рік річна норма опадів для Темрюка становить 519 мм. У багаторічному розрізі щомісячна кількість опадів коливається мало. В окремі роки трапляються посухи, трапляються зливи з інтенсивністю до 150 мм на годину. 

### Вологість
Середньорічна величина вологості становить 79 %, але в окремі дні вона доходить до 100 %. Це відбувається загалом восени при сильних туманах, коли холодні потоки повітря з півночі накривають ще теплі води Азовського моря. Зміни середньомісячних і річних значень абсолютної вологості від року до року вельми невеликі. Відхилення середньомісячних значень як влітку, так і взимку не перевищують 3—5 мм. 

### Вітровий режим
Найбільшу повторюваність мають вітри протилежних напрямків: північно-східного — східного і південно-західного . Максимальна швидкість вітру, що спостерігалась з 1946 року, склала 35 м/с при катастрофічній повені 28 жовтня 1969 року. Середня кількість штормів зі швидкістю вітру понад 15 м/с (8—10 балів за шкалою Бофорта) становить понад 20. При цьому кількість штормів силою 9 балів коливається від 2 до 8 на рік, і в середньому становить 5. Значніші шторми силою в 10 балів спостерігаються раз на 5 років. Середня тривалість штормів коливається від 12 годин (серпень) до 28 годин (березень, грудень), середньорічна становить — 20 годин.

## Біорізноманіття

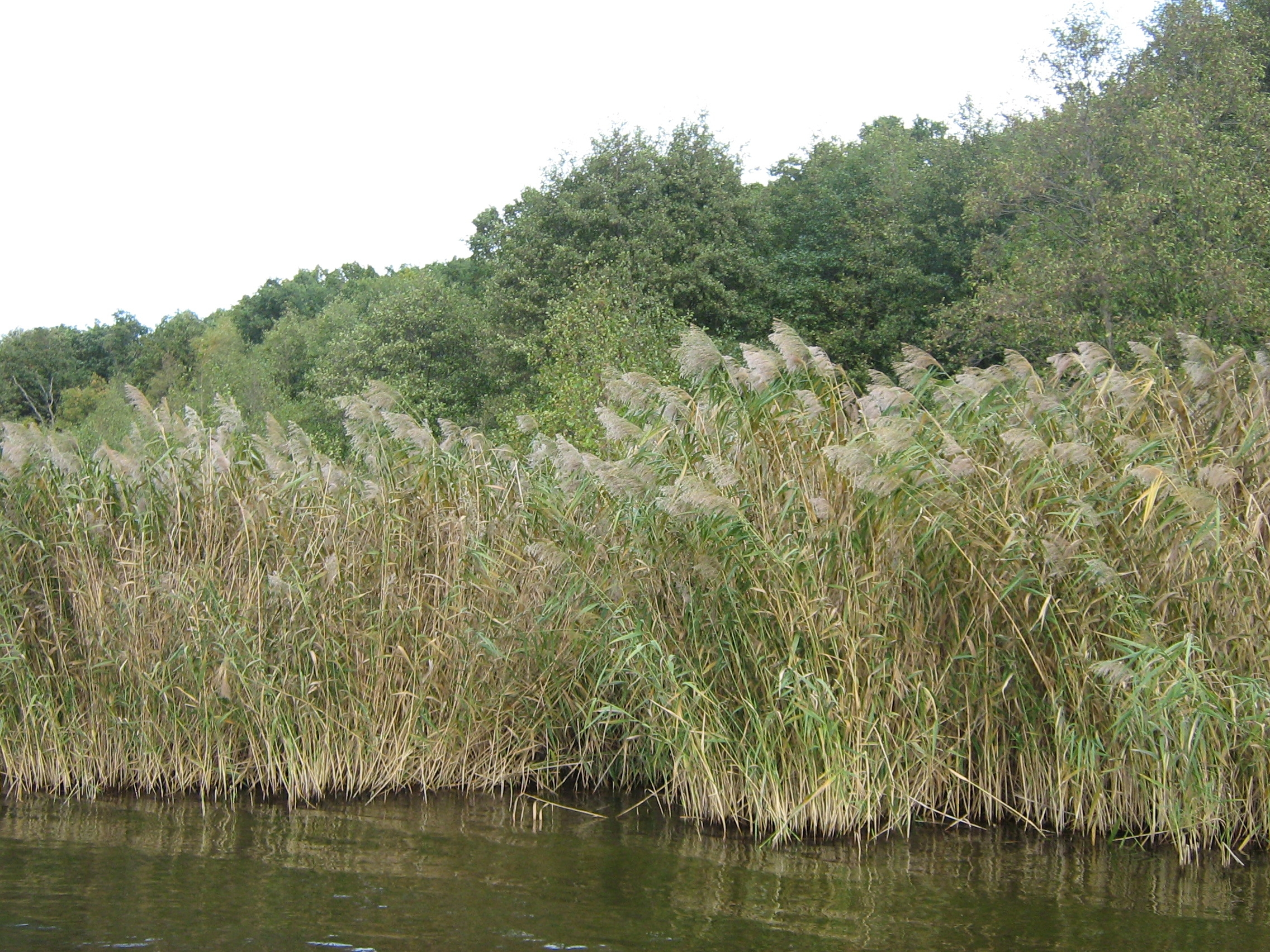
Плавні.

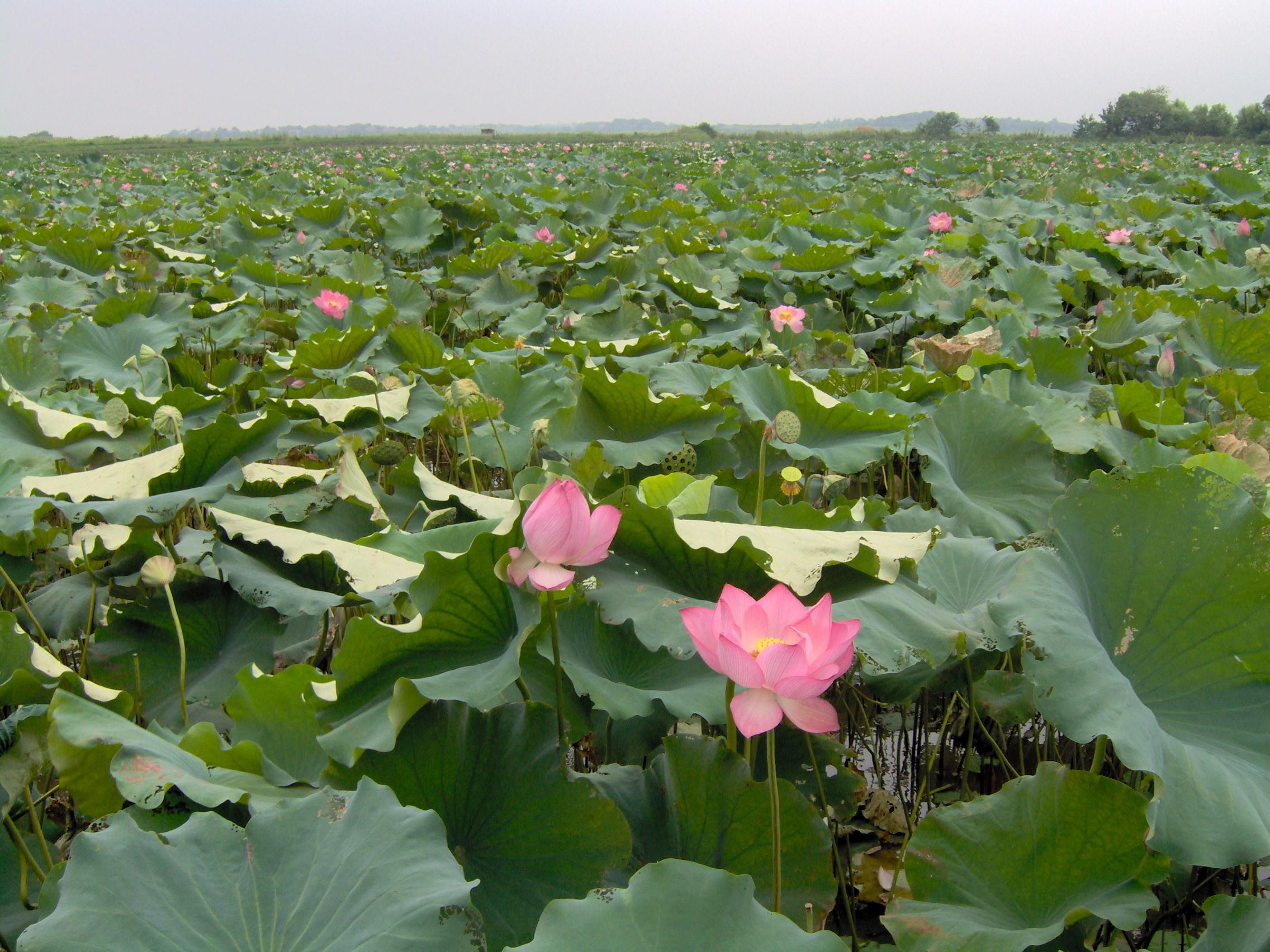
Зарості рожевого лотоса.

Ще років 150 назад, Таманський півострів вражав великою кількістю тваринного і рослинного світу. У дубових гаях і лісах, поміж плавнями і ковилово-різнотравним степом, водилося безліч диких гусей (Anser), качок, різної дичини, паслися табуни диких коней-тарпанів (Equus ferus ferus) і стада сайгаків (Saiga tatarica). Зустрічалися навіть лосі (Alces alces) та зубри (Bison bonasus). Зайців (Lepus) козаки взагалі не стріляли: в огородженому дворі на ніч накидали сіна. Вранці ж, захлопнувши хвіртку, палицями набивали скільки їм треба.

### Рослинність
Природна рослинність — сухий степ, тепер під посівами пшениці і кукурудзи. Рослинність переважно антропогенна, проте у ряді місць уздовж берегових урвищ збереглася первинна степова рослинність. Плавні заросли високою тростиною, очеретом (Phragmitess), рогозом, осокою (Carex). Зустрічається інтродукований рожевий індійський лотос (Nelumbo nucifera). Багато садів і виноградників (18 000 га на початку 1960-х років), що дають цінні сорти вин.

### Тваринний світ
Дерева зустрічаються лише в лісосмугах, тому дикий тваринний світ зберігся в плавнях: кабани (Suidae scrofa), єноти (Procyon lotor), борсуки (Meles meles L.), лисиці (Vulpes vulpes), ондатри (Ondatra zibethicus) і водоплавні птахи. Море і лимани ще досить багаті рибою частикових порід (судак (Sander lucioperca), лящі (Abramis), тарань (Ratilus rutilus heckeli), короп (Cyprinus carpio), карась (Carassius), піленгас (Mugil soiuy) тощо), однак безконтрольний хижацький вилов майже повністю підірвав стадо осетрових риб. Зараз ікряний осетер (Acipenser) — велика рідкість.

## Етимологія
Одна з версій походження назви «Тамань» стверджує черкеське його походження від «темен» — болото, що відповідає характеру місцевості. Неглибокі опріснені озера, лимани, населені рибою і дичиною, порослі густим очеретом берега, створювали мальовничу картину заболоченої непрохідної місцевості.

## Історія
На Таманському півострові віднайдена стоянка первісної людини. У давнину півострів був населений скіфськими племенами.

### Античні часи

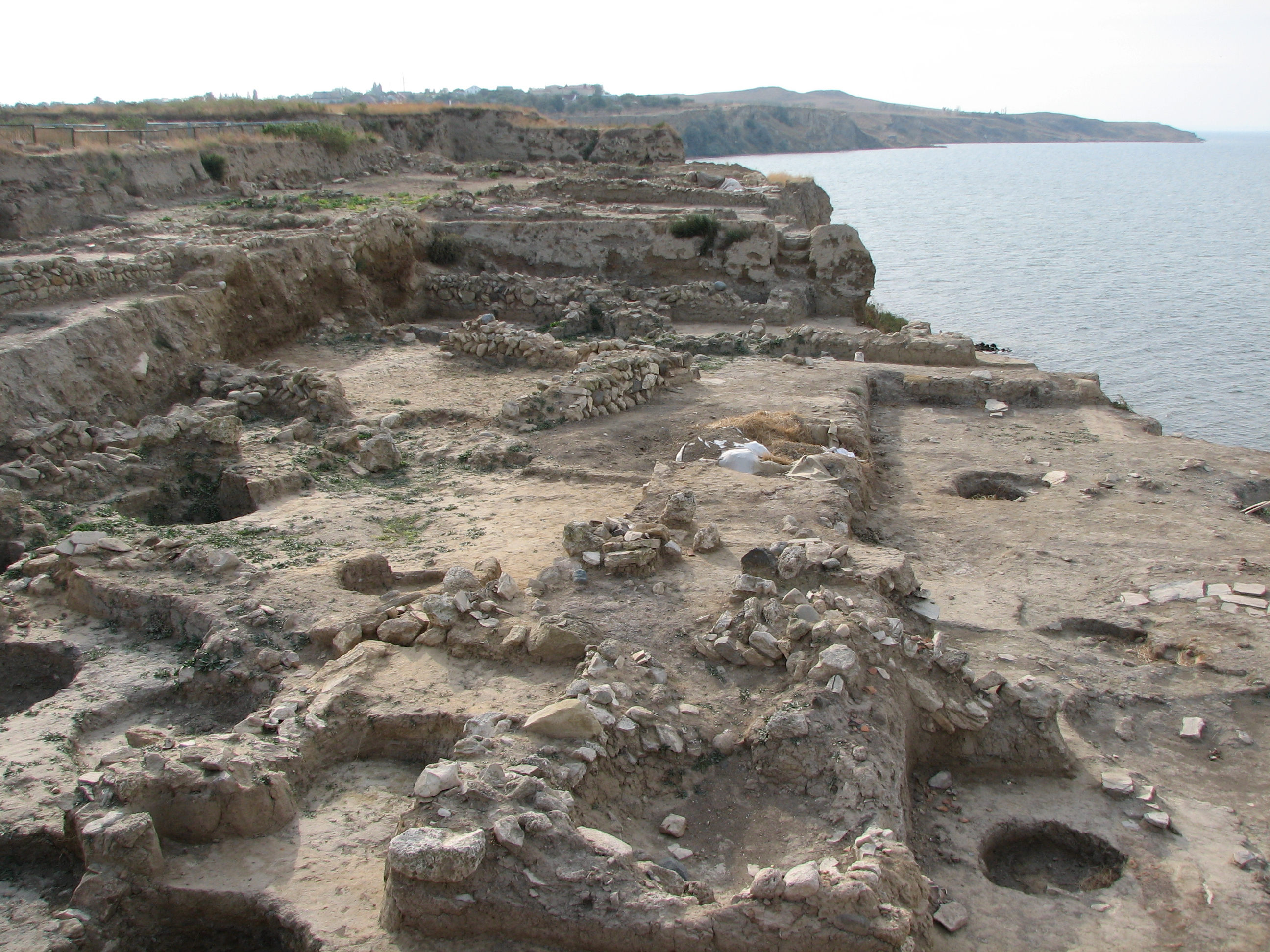
Археологічні розкопки Гермонаси

В античні часи півострів став частиною Боспорського царства, в якому жили греки, сармати, євреї та інші народи. На Таманському півострові знаходилися грецькі колонії Гермонаса (592 рік до н. е.) і Фанагорія. У IV столітті півострів завоювали гуни, пізніше він був центром Великої Болгарії і в середині VII століття перейшов до хозарів.
До Німецько-радянської війни у краєзнавчому музеї Тамані знаходився рідкісний саркофаг із білого мармуру. Його викопали в 1916 році поблизу станиці в одному з курганів. У дні війни саркофаг викрали військові вермахту, але доправити його до Німеччини не вдалося. Відступаючи під ударами радянських військ, окупанти кинули гробницю в Керчі. Нині ця пам'ятка еллінської культури виставлений в античному відділі Історичного музею в Москві. Близько селища Сінного, на місці колишньої Фанагорії, археологи розкопали головки давньогрецької богині землеробства Деметри та богині кохання і краси Афродіти (названою Таманською).

### Київська Русь

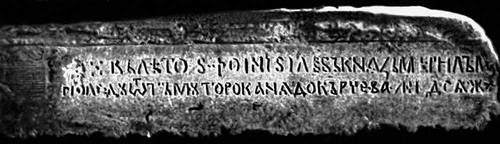
Тмутороканський камінь.

Після розгрому Хозарського каганату київським князем Святославом у 969 році, на Таманському півострові близько двадцяти років існувала юдейська держава на чолі з Давидом Таманським.
Наприкінці 980-х півострів був завойований Київською Руссю і на ньому розташовувалось Тмутороканське князівство. Керував ним син Володимира Великого Мстислав Володимировичем. Приблизно в 1100 році Тамань потрапила під владу половців. Столиця цього князівства Тмуторокань, найбільше торгове місто і морський порт, знаходилася на місці нинішньої станиці Тамань. У місті тривалий час жив літописець Никон. У лютому 1067 року, після смерті князя Ростислава, він вирушив до Чернігова до Святослава просити в нього на князювання сина Гліба, на що той погодився. Гліб, в 1068 році зміряв відстань від Тмуторокані до Корчева по кризі протоки. Про що й розповідає напис на Тмутороканському камені, знайденому наприкінці XVIII століття. Зараз він зберігається в Ермітажі (Санкт-Петербург).

### Тюркська епоха

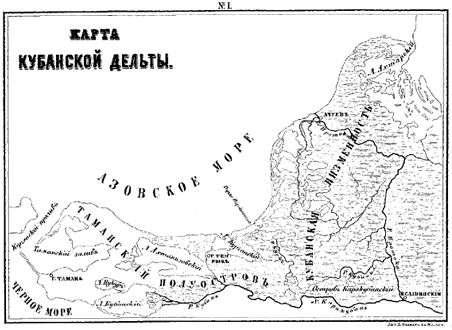
Таманський півострів на карті 1870 року.

У 1239 році півострів розорили монголи, після чого на ньому, як і в Криму, влаштувалися генуезці (італ. Repubblica di Genova), що володіли півостровом до 1483 року. Генуезців витіснило новоутворене Кримське ханство. Після 1783 року протягом короткого періоду часу Таманський півострів входив до складу Османської імперії.

### Російська імперія
Під час Російсько-турецької війни 1787—1792 років Тамань відійшла до Російської імперії. Уже у 1792 році тут були засновані поселення чорноморських козаків. У 1793 році збудована перша православна церква Покрова. Територія району входила в Таманський (пізніше названий Темрюкським) відділ Кубанської області.

## Населення
З майже 150 тисяч населення півострова, ще у 1926 році 70 % становили етнічні українці, що населяли козачі станиці. Найбільше місто Темрюк (37 тисяч мешканців) — адміністративний центр Темрюцького району Краснодарського краю лежить у північно-східній частині півострова. Південно-східна частина адміністративно належить Анапському району, проте місто Анапа лежить на узбережжі Чорного моря по той бік відрогів Кавказького пасма. Ще у першій половині XIX століття півострів був мало заселений. Найбільшим поселенням була козача станиця Тамань.

## Економіка
На півострові збудовано два міжнародних морських порти — Темрюк та Кавказ. У стадії будівництва на розі Залізний ріг знаходиться порт Тамань, який має стати одним із найбільших на півдні Росії. У сільському господарстві головні площі відведені під пшеницю та виноградники з садами.

### Курорти

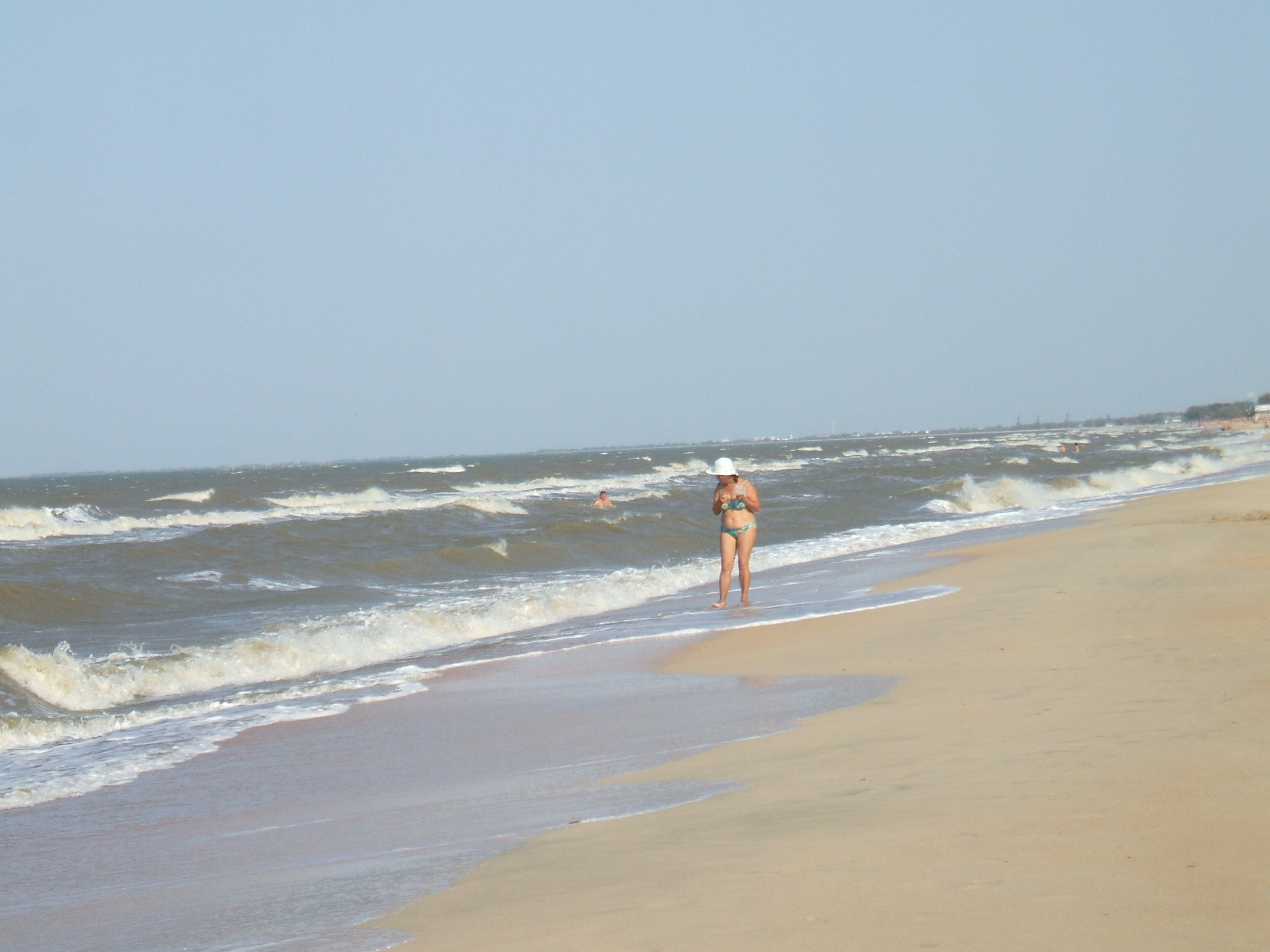
Азовське море

Активно розвивається курортний туризм. Курорти місцевого значення — Голубицька, Пересип, Кучугури, Ілліч на Азовському морі та Сінний, Тамань, Веселівка на Чорному морі.

#### Кучугури
Селище Кучугури лежить на березі Азовського моря. Тут рівний рельєф місцевості, пологий берег. Пляжна зона з чистого кварцового піску тягнеться на 6 км. Близькість Таманської затоки і Керченської протоки забезпечує постійний обмін води з Чорним морем. Тому в районі селища морська вода чиста, її температура вже в травні досягає 22—28 °C. Морська бухта напіввідкрита, дно позбавлене водоростей, мулу й каменів. Найбільша кількість сонячних днів у році — 280.

#### Станиця Голубицька

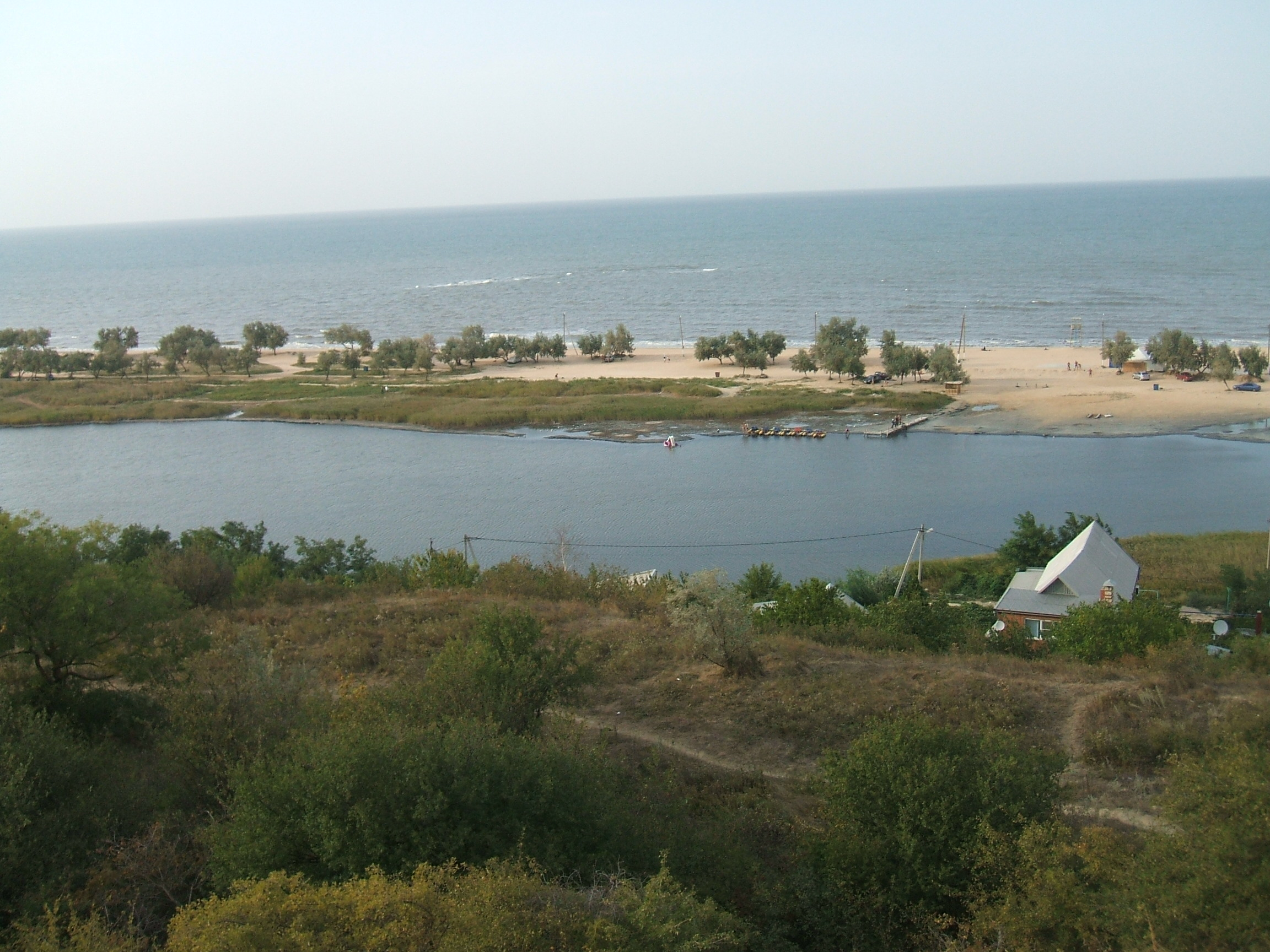
Грязьове озеро в станиці Голубицька.

Станиця Голубицька, розташована на Азовському узбережжі, в безпосередній близькості (8 км) від Темрюка. Мілководне море дуже зручне для дитячого та сімейного відпочинку. Середня температура води доходить до 28 °C. Купальний сезон триває з травня по жовтень. На центральному пляжі чистий пісок, водні атракціони. Головна визначна пам'ятка — грязьове озеро, невелика лагуна довжиною 600 м і глибиною 1,5—2 м, відокремлена від моря піщано-черепашниковим пересипом. Лікувальний мул із вмістом брому і йоду, допомагає при схильності на кістково-м'язові захворювання.

#### Пересип
Пляж у Пересипі (9 км від станиці Голубицької) піщано-черепашковий. Море мілке і вода швидко прогрівається (середня температура в купальний сезон становить 24—28 °C). Селище оточене з усіх боків морем і лиманами, має особливий мікроклімат. Повітря насичене киснем, дрібними частками хлористого натрію, брому і йоду. Пересипське гирло з'єднує Ахтанизівський лиман з Азовським морем. У селищі «За Батьківщину» розташована грязьова сопка Тіздар. Вона має кратер діаметром 15—20 м, глибиною 25 м із рідким мулом сірого кольору, велика питома вага якого не дає потонути в ній любителям грязьових ванн.

## Культура

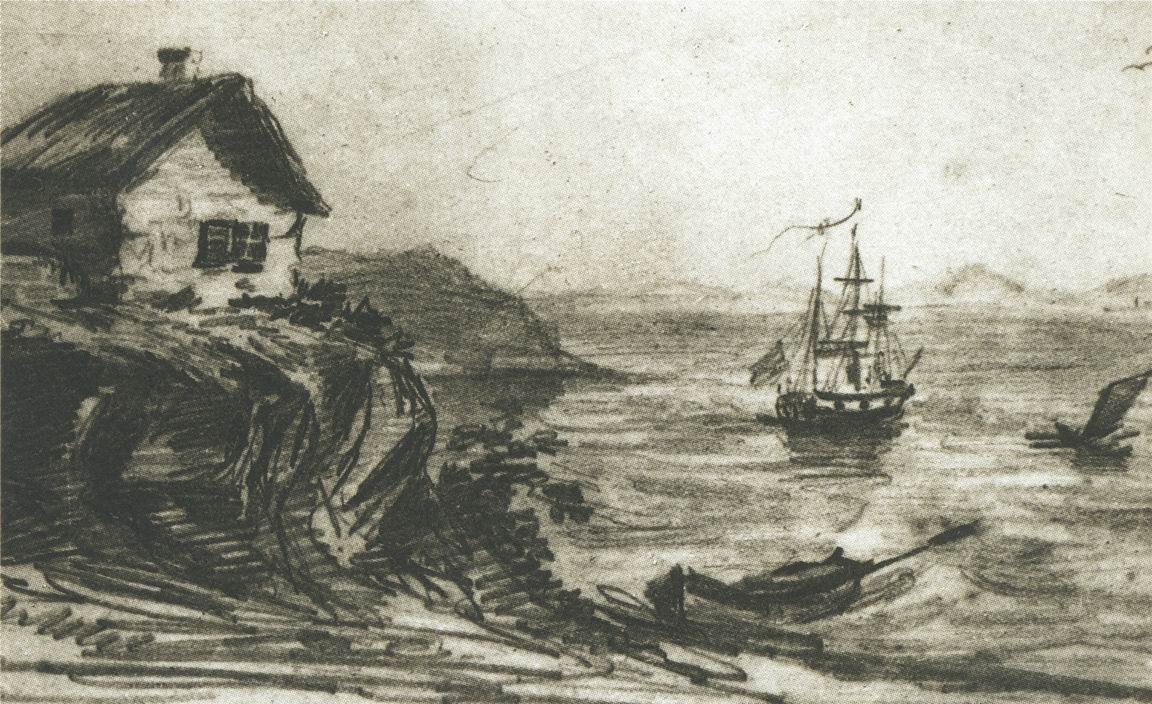
Малюнок М. Ю. Лермонтова «Тамань», 1837 рік.

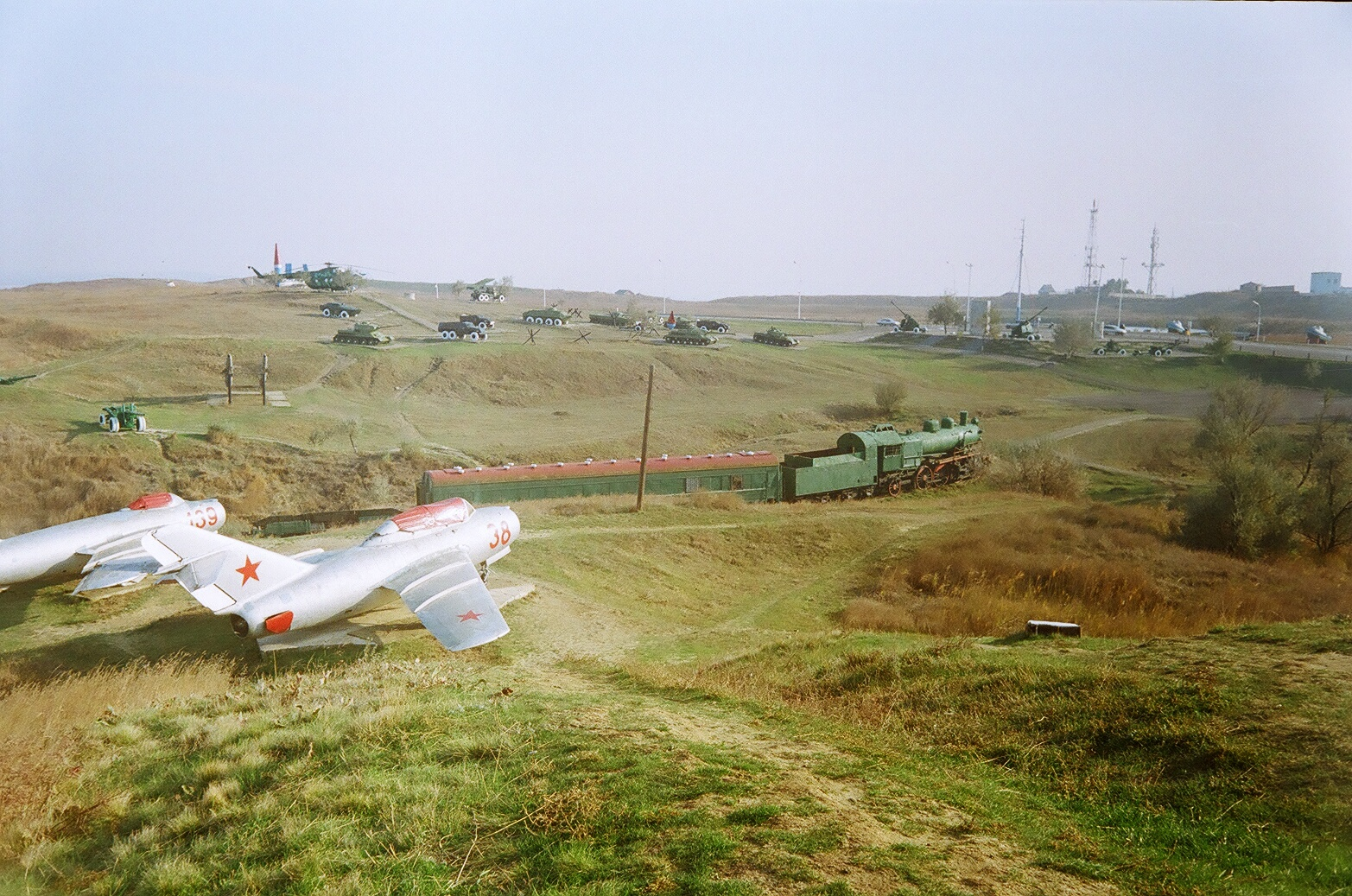
Музей військової техніки «Військова гірка».

На теренах Тамані є близько 1000 історико-культурних пам'яток. Півострів змалював 1839 року Михайло Лермонтовим у творі «Герой нашого часу». На півострові, у станиці Тамань, є дім-музей поета. У Таманському археологічному музеї широко представлена культура античного поселення Гермонаси — Тмуторокані.
У Темрюцькому історико-археологічному музеї в будівлі Полуніна (XIX століття) зібрано унікальні експонати античних часів, Тмутороканського князівства, освоєння Тамані козаками. Окремі експозиції присвячено флорі й фауні. Музей відкрився в 1920 році.
Музей бойової військової техніки «Військова гірка» просто неба на високому пагорбі — згаслому вулкані Миска в центрі Темрюка і є його візитною карткою. Широко представлена бойова техніка: стрілецька зброя, танки, літаки, торпедні катери, ракети.

### Малиновий клин

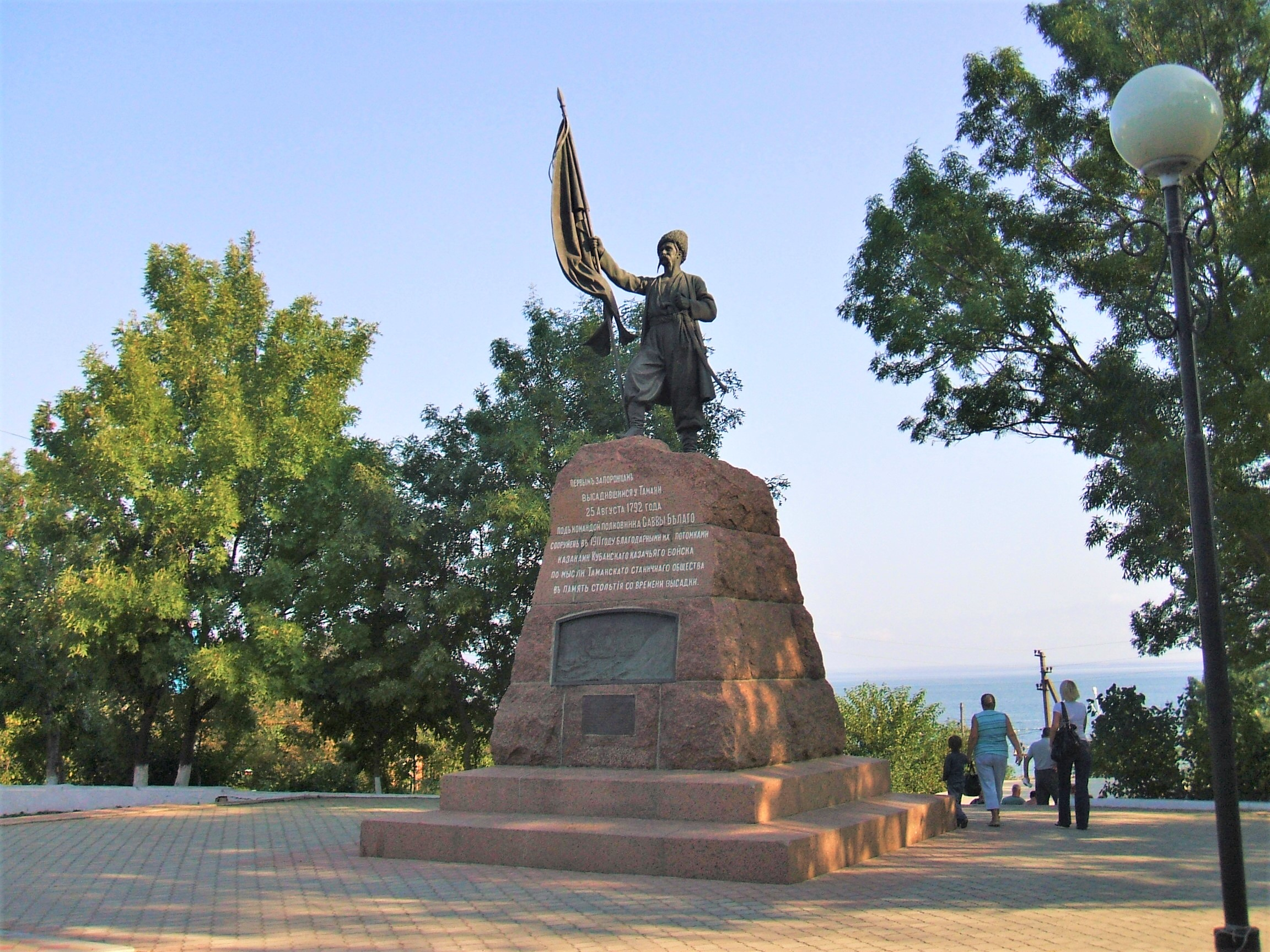
Пам'ятник Запорізьким козакам

У центрі станиці Старотитарівській є музей історії козацтва. Експозиції присвячено історії та побуту кубанських козаків. Після відвідування виставки обов'язкове запрошення на козацьке подвір'я. Дорослих пригощають горілкою із салом та огірками, дітей — домашнім квасом і пиріжками.
Атамань — етнотуристичний комплекс козачої станиці в натуральну величину просто неба, відкрито в серпні 2009 року біля Таманської станиці.